# Adam Sultanovich Delimkhanov

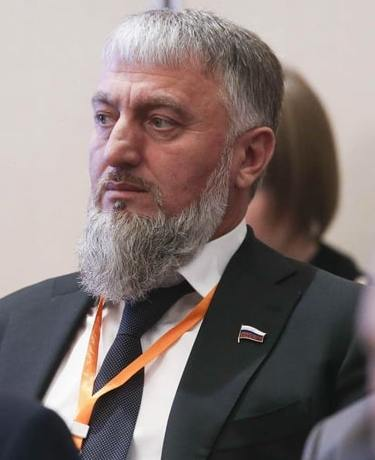
Adam Delimkhanov

Adam Sultanovich Delimkhanov (tiếng Nga: Адам Султанович Делимханов, sinh ngày 25 tháng 9 năm 1969) là một chính trị gia người Nga là thành viên của Đuma Quốc gia Nga từ năm 2007. Ông là thành viên của Đảng Nước Nga thống nhất. Ông còn là một viên chỉ huy quân sự, người đứng đầu cánh quân Chechnya của Vệ binh Quốc gia Nga (Rosgvardia).

## Sự nghiệp
Delimkhanov là đồng minh của thủ lĩnh Chechnya Ramzan Kadyrov, là cộng sự thân thiết và là người anh em họ với Ramzan Kadyrov. Delimkhanov là người chỉ huy phân đội cảnh sát bảo vệ các cơ sở dầu mỏ Chechnya từ năm 2003 đến năm 2006. Ông được bổ nhiệm làm phó thủ tướng giám sát lực lượng an ninh vào năm 2006. Năm tiếp theo, ông được bầu vào Duma Quốc gia Nga trong đảng Nước Nga Thống nhất do Vladimir Putin lãnh đạo. Kể từ tháng 4 năm 2009, Delimkhanov cùng với sáu công dân Nga khác đã bị Dubai một trong các Tiểu vương quốc Ả Rập Thống nhất thông qua Interpol truy nã liên quan đến vụ sát hại Sulim Yamadayev. Năm 2020, BBC News đưa tin về Delimkhanov liên quan đến vụ sát hại Imran Aliev. Vào ngày 1 tháng 2 năm 2022, Delimkhanov đã chia sẻ một video trên Instagram đe dọa luật sư nhân quyền Abubakar Yangulbaev và gia đình ông này sẽ bị trả giá bằng cái chết.
Theo Kadyrov, Delimkhanov đã tham gia Cuộc vây hãm Mariupol trong Cuộc xâm lược Ukraine năm 2022 của Nga với tư cách là chỉ huy lực lượng Chechnya trong cuộc giao tranh. Vào ngày 26 tháng 4 năm 2022, Kadyrov thông báo rằng Delimkhanov đã nhận được giải thưởng danh dự Anh hùng Liên bang Nga theo sắc lệnh của Tổng thống Nga Vladimir Putin và trong cùng ngày đó, ông đã được trao danh hiệu này. Vào ngày 28 tháng 9 năm 2022, chỉ huy Delimkhanov cũng được phong tặng danh hiệu Anh hùng Cộng hòa Nhân dân Luhansk. Vào ngày 1 tháng 6 năm 2023, Delimkhanov đã có màn đấu khẩu và chỉ trích trùm Yevgeny Prigozhin. Vào ngày 14 tháng 6 năm 2023, Adam Delimkhanov được báo cáo là đã bị "mất tích" tại Zaporizhzhia. Các nguồn của Nga sau đó cho rằng ông đã bị thương, trong khi các nguồn của Ukraine báo cáo rằng ông ta đã bị giết sau một cuộc tấn công bằng pháo ở Prymorsk. Kadyrov phản đối những nguồn tin từ Ukraina về các sự kiện, ông cho rằng Delimkhanov còn sống và "thậm chí không bị thương", và vụ mất tích được cho là của Delimkhanov là một trò lừa bịp, tin giả được dàn dựng từ truyền thông Ukraina.